# Dobolyi Sándor
Dobolyi Sándor (Baborich; aldobolyi) (Gyeke, 1804. december 2. – Marosvásárhely, 1885. május 21.) ügyvéd.

## Élete
1848–1849-ben képviselő, majd belügyminiszteri tanácsos volt. 1849-ben tagja volt Madarász László forradalmi pártjának, az úgynevezett „flamingóknak.” Részt vett a Makk-féle összeesküvésben, ezért 1852-ben elfogták, és 1854-ben 18 év fogságra ítélték. A kiegyezés előtt bocsátották szabadon. 1868-tól ismét országgyűlési képviselő volt. Egyik alapítója volt a marosvásárhelyi színháznak.
Bolyai Jánosnak közeli barátja lehetett, így kérésére közbenjárt Bolyai Farkasnál, hogy domáldi birtokát kaucióként lekösse fiának házassága érdekében.

## Munkái
Az 1830-as években az Erdélyi Híradónak rendes levelezője volt Marosvásárhelyről. Az orvosok és természetvizsgálók X. vándorgyűlésén Marosvásárhelyt értekezést olvasott fel A méhtenyésztésről, mely a Munkálatokban (Pest, 1865.) jelent meg.
Szerkesztette a marosvásárhelyi Székely Hírlapot 1872. január 3-tól 1873. július 30-ig, és a lapba tárcacikkeket írt. Több más kiadványba is írt vezércikket.